# Менженин (Замбрувский повет)
Менженин (пол. Mężenin) — деревня в Замбрувском повете Подляского воеводства Польши. Входит в состав гмины Рутки. По данным переписи 2011 года, в деревне проживал 361 человек.

## География
Деревня расположена на северо-востоке Польши, на расстоянии приблизительно 19 километров (по прямой) к северо-востоку от города Замбрув, административного центра повета. Абсолютная высота — 125 метров над уровнем моря. Южнее деревни проходит национальная автодорога  / E67. Также Менженин является конечным пунктом региональной автодороги .

## История
Деревня была основана в начале XV века. Согласно «Списку населенных мест Ломжинской губернии», в 1906 году в деревне Менженин проживало 78 человек (40 мужчин и 38 женщин). В конфессиональном отношении всё население деревни исповедовало католицизм. В административном отношении деревня входила в состав гмины Снядово Ломжинского уезда.
В период с 1975 по 1998 годы Менженин являлся частью Ломжинского воеводства.